# Тарапата, Никифор Илларионович
Никифор Илларионович Тарапата (1917, Винницкая область — 12.08.1945, Приморский край) — командир расчета 45-мм орудия 87-го отдельного истребительно-противотанкового артиллерийского дивизиона старший сержант — на момент представления к награждению орденом Славы 1-й степени.

## Биография
Родился в 1917 году в селе Старая Прилука, Липовецкого района Винницкой области Украины. Украинец. Окончил 4 класса. Работал в колхозе «Родина».
В октябре 1939 году был призван в Красную Армию. В боях Великой Отечественной войны с июня 1942 года. Воевал на Брянском, Западном и 3-й Белорусском фронтах. Член ВКП с 1943 года.
25-26 декабря 1943 года в наступательных боях под железнодорожной станцией Крынки младший сержант Тарапата орудийным огнём разрушил 3 пулеметные точки врага, уничтожил свыше 10 противников. При отражении контратаки противника подбил танк. Был представлен к награждению орденом Красной Звезды.
Приказом по частям 97-й стрелковой дивизии от 7 февраля 1944 года младший сержанта Тарапата Никифор Илларионович награждён орденом Славы 3-й степени.
В феврале был ранен, после госпиталя вернулся в свой полк. Стал командиром расчета. В дальнейшем в составе своей дивизии участвовал в Белорусской наступательной операции.
22 июня 1941 года, при прорыве обороны противника, огнём из орудия сделал разрыва в проволочных заграждениях, уничтожил 7 огневых точек, несколько десятков противников. Награждён орденом Красной Звезды.
20 августа 1944 года в бою у населённого пункта Сынтовты старший сержант Тарапата со своим расчётом, ведя огонь прямой наводкой, истребил свыше отделения вражеской пехоты. Был ранен, но продолжал управлять огнём орудия до окончания боя.
Приказом по войскам 5-й армии от 4 ноября 1944 года старший сержанта Тарапата Никифор Илларионович награждён орденом Славы 2-й степени.
В ходе Восточно-Прусской операции 5-я армия выполняла задачу по разгрому тильзитско-инстербургскую группировку противника
23 января 1945 года в 14 км западнее города Инстербург старший сержант Тарапрата с открытой позиции уничтожил зенитное орудие и пулемет с прислугой, чем обеспечил продвижение вперед пехотных подразделений. 25 января на южной окраине населённого пункта Алленбург метким огнём выбил вражеских автоматчиков из трёх зданий, заставил замолчать 3 пулемета. 28 января со своими артиллеристами в 17 км северо-западнее города Фридланд отразил несколько контратак пехоты противника, поддержанных двумя штурмовыми орудиями. Подбил одну самоходку и уничтожил до 30 противников. 11 февраля при бомбежки противником наших позиций был ранен, отказался от эвакуации в госпиталь и остался в строю.
Указом Президиума Верховного Совета СССР от 19 апреля 1945 года в старший сержант Тарапата Никифор Илларионович награждён орденом Славы 1-й степени. Стал полным кавалером ордена Славы, но награду получить не успел.
В апреле 1945 года, после окончания боев в Восточной Пруссии, дивизия в которой воевал старший сержант Тарапата, в составе 5-й армии была выведена в резерв и передислоцирована на Дальний Восток в составе Приморской группы войск.
С 9 августа 1945 года старший сержант Тарапата в составе своего полка участвовал в войне, в частности — в Харбино-Гиринской операции. В одном из боев районе города Мулин был тяжело ранен и 12 августа скончался от ран.
Китай).
Был похоронен на окраине города Мулин, позднее, перезахоронен в братской северо-западней посёлка Гродеково, посёлок Пограничный, Приморского края.
Награждён орденами Отечественной войны 1-й стпени, Красной Звезды, Славы 1-й, 2-й и 3-й степеней.